# Pfalzgraf

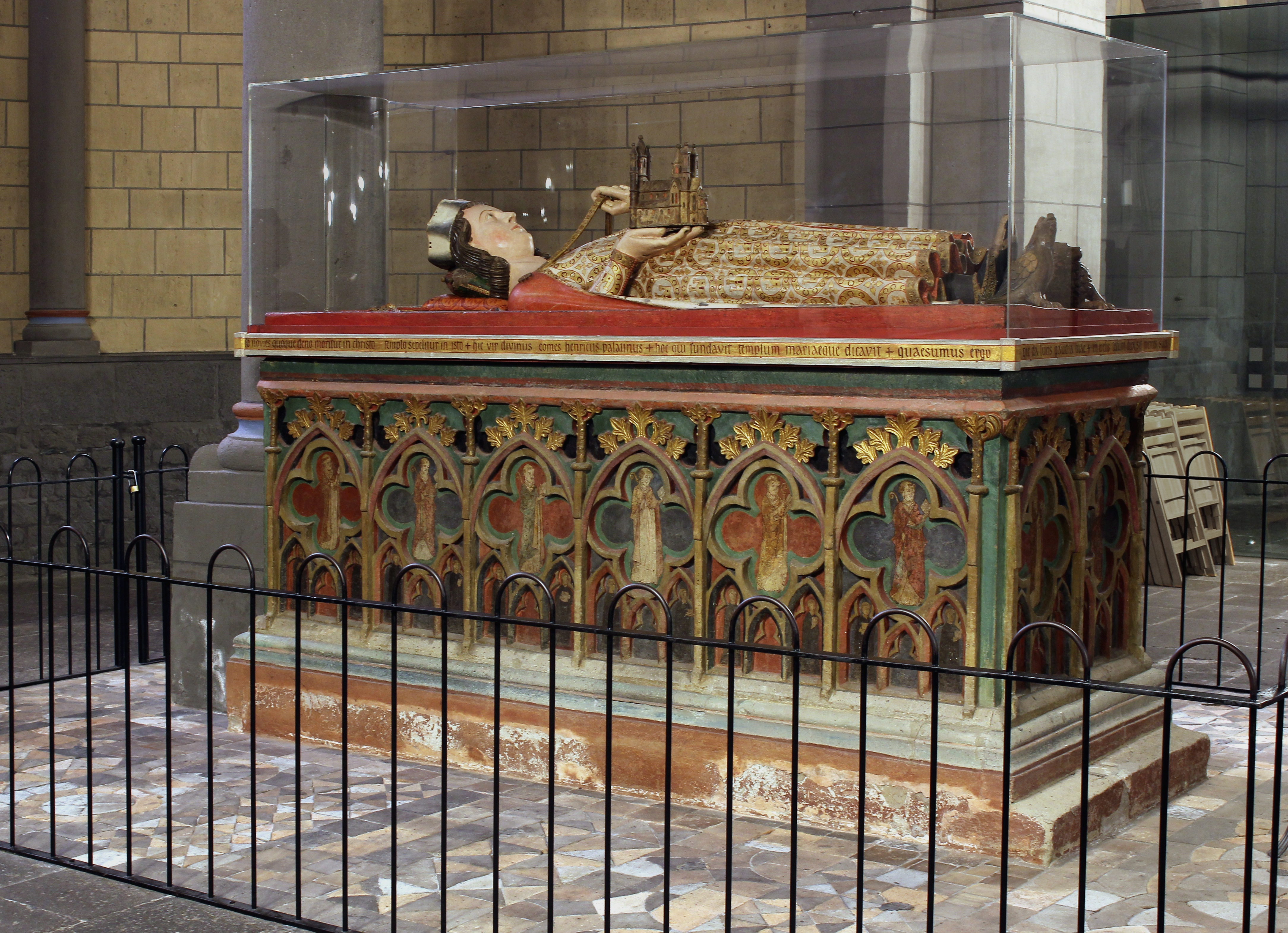
Hochgrab Heinrichs II. von Laach, des ersten Pfalzgrafen bei Rhein, in der Abtei Maria Laach. Mit ihm verschob sich der Schwerpunkt der lothringischen Pfalzgrafschaft nach Süden. Dadurch entstand die Kurpfalz, deren Name in dem des heutigen Bundeslands Rheinland-Pfalz weiterlebt.

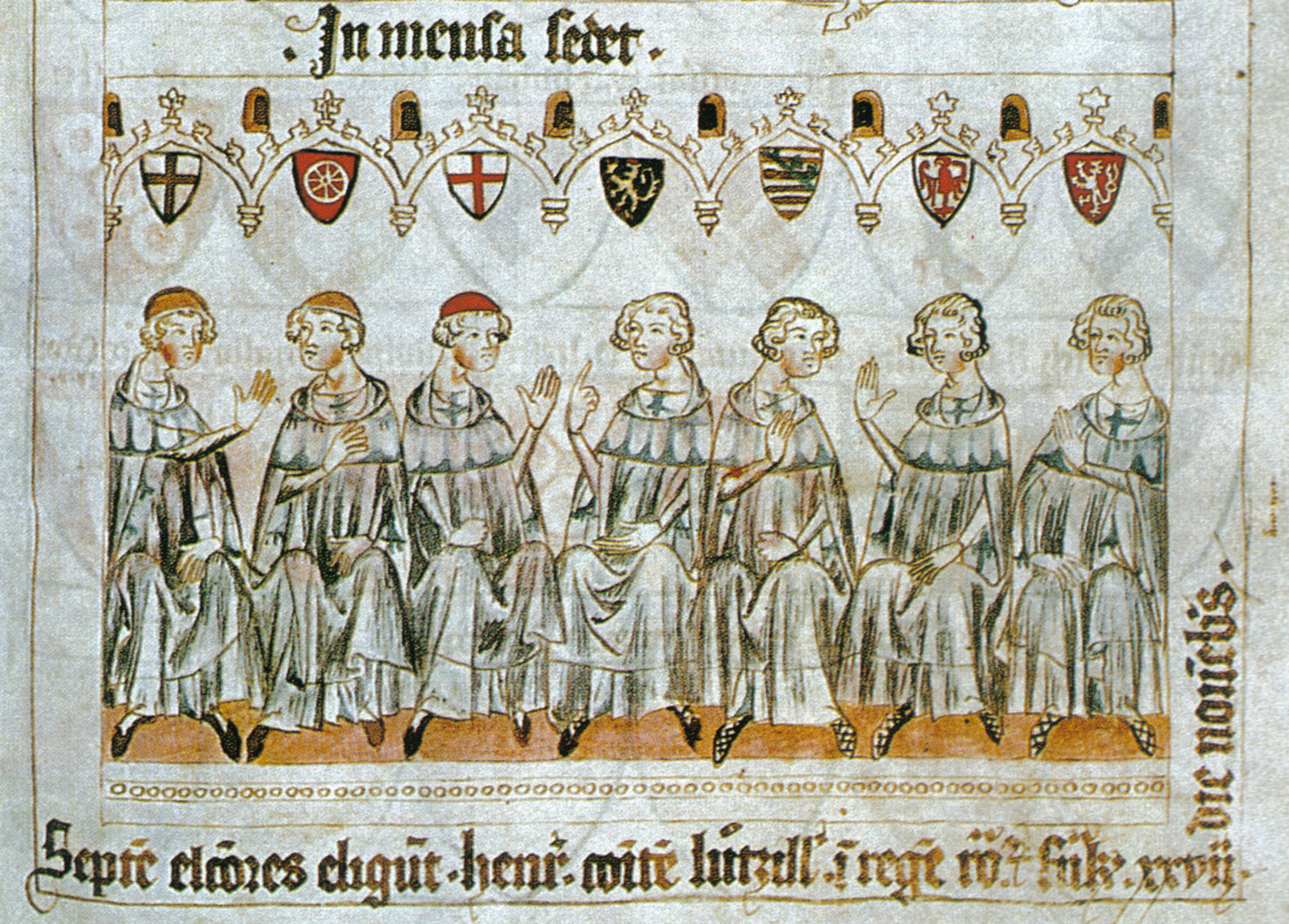
Die sieben Kurfürsten wählen Heinrich VII. zum König. Die Kurfürsten, durch die Wappen über ihren Köpfen kenntlich, sind, von links nach rechts, die Erzbischöfe von Köln, Mainz und Trier, der Pfalzgraf bei Rhein, der Herzog von Sachsen, der Markgraf von Brandenburg und der König von Böhmen

Die Pfalzgrafen (lateinisch comites palatini, auch comites palatii) waren im Heiligen Römischen Reich zunächst Amtsträger und Vertreter des Königs oder Kaisers in den ursprünglichen Stammesherzogtümern Lothringen, Sachsen, Baiern und Schwaben sowie im Königreich Burgund. Sie standen dort dem jeweiligen Hofgericht vor und hatten leitende Funktion allgemeiner Art inne. Zudem fungierten sie als Verbindungsleute zwischen Bittstellern aus dem Reich und dessen Oberhaupt.
Bereits im Hochmittelalter wurden die meisten Pfalzgrafschaften in größere Fürstentümer inkorporiert oder verloren ihre Bedeutung. Übrig blieb allein die aus der lothringischen Pfalzgrafschaft hervorgegangene Pfalzgrafschaft bei Rhein. Deren Inhaber gehörten seit dem hohen Mittelalter dem Kurfürstenkollegium und ab dem Spätmittelalter dem Reichsfürstenstand an und waren den Herzögen faktisch gleichgestellt.  Als Reichsvikare nahmen sie während einer Sedisvakanz stellvertretend die Aufgaben des Königs wahr. Sie wurden mit (Königliche) Hoheit angesprochen.

## Historische Entwicklung
Zur Bedeutung des lateinischen Wortes palatinus siehe unter Paladin, denn sowohl das Wort „Pfalzgraf“ als auch das Wort „Paladin“ leiten sich von lat. palatinus ab.
In der Merowingerzeit, genauer im Laufe des 6. Jahrhunderts, wurden mit Ciucilo, einem Höfling Sigiberts I., und mit Trudulf, einem Gefolgsmann Childeberts I., erstmals der Titel eines Pfalzgrafen genannt. Ihm oblag die Verwaltung des königlichen Hofes. Auch Hugobert, ein bedeutender Vorfahre der Karolinger, wurde als Pfalzgraf bezeichnet. In der Karolingerzeit stieg der Pfalzgraf am Königs- oder Kaiserhof zur höchsten Instanz für weltliche Angelegenheiten auf und erhielt insbesondere den Vorsitz im Pfalzgericht. Die Träger des Pfalzgrafenamtes waren also in ihrer Frühzeit leitende königliche Amtsträger bei Hofe mit vorwiegend administrativen und richterlichen Aufgaben. Mit ihrem Amt wurde den Pfalzgrafen oft auch die Herrschaft über eine Königs- bzw. Kaiserpfalz mit Gefolge und zugehörigen Gütern verliehen. Diese burgähnlichen Pfalzen bzw. Königshöfe lagen verstreut über das Königreich in unterschiedlichen Herzogtümern.
Im Rahmen der Entwicklung des deutschen Königreichs aus dem ostfränkischen auf der Grundlage der Stammesherzogtümer des Ostfrankenreichs erhielten die Pfalzgrafen weitgehende königliche Sonderrechte, um den Zusammenhalt des Königtums politisch zu sichern und die mächtigen Herzöge in Schach zu halten. Dabei entwickelten sich seit Ende des 10. Jahrhunderts in den Stammesherzogtümern Sachsen, Bayern, Schwaben und Lothringen Stammes-Pfalzgrafen als Vertreter und Wahrer der königlichen Rechte. Die Pfalzgrafenwürde war nun nicht mehr mit der ursprünglichen Aufgabe der Betreuung einer Königspfalz verbunden, sondern beinhaltete eine Art Kontrollfunktion und Vertretung des Königs innerhalb der Stammesherzogtümer und damit auch die zweite Position nach dem Herzog innerhalb des Herzogtums. Damit verbunden war eine Rangerhöhung gegenüber anderen Grafen des Herzogtums und das Recht, das Richteramt an Königs statt auszuüben. Damit einher gingen Jagd-, Zoll- und Münzrecht. Der mächtigste unter den Pfalzgrafen, der Pfalzgraf von Lothringen, später Pfalzgraf bei Rhein, war Stellvertreter des Königs im Hofgericht, Reichsvikar bei Thronvakanzen, und sogar Richter über den König.
Später wurde die Bezeichnung „Pfalzgraf“ zu einem erblichen Titel in verschiedenen deutschen Fürstenhäusern. Zum Reichsfürstenstand zählten im Heiligen Römischen Reich ab dem Spätmittelalter Herzöge, Land-, Mark- und Pfalzgrafen, hinzu kamen die kirchlichen Fürsten: Erzbischöfe, Bischöfe und die Äbte und Äbtissinnen von Reichsabteien.

## Abgrenzung zu ähnlichen Ämtern und Würden
Eine strikte Ämtertrennung z. B. zwischen Pfalzgrafen einerseits und anderen Fürstenämtern gab es nicht. Mächtige Pfalzgrafen waren oft in Personalunion auch Land- oder Markgrafen, Herzöge oder auch kirchliche Fürsten. Damit wuchs dem Herrschaftsbegriff „Pfalz“ im Heiligen Römischen Reich eine neue Bedeutung zu: Pfalz bezeichnete danach nicht nur befestigte Königshöfe, sondern auch von Pfalzgrafen bzw. Kurfürsten beherrschte Territorien.
Die Rechte und Pflichten der Ämter und Würden der mittelalterlichen Gesellschaft unterlagen immer wieder Änderungen und waren zudem auch regional unterschiedlich. So beklagte Mitte des 18. Jahrhunderts ein Geschichtsschreiber, dass in den seinerzeitigen Erläuterungen der Goldenen Bulle die Begriffe comes palatii, Seneschall, oberster Hofmeister, Truchsess, „Hausmajor und Majordom“ (Hausmeier) „ganz unrecht miteinander vermenget“ würden. Außerdem sei der comes palatii „Reichshofrichter“ und nicht etwa „Hofrichter“.
Klarer ist die Unterscheidung zu den Hofpfalzgrafen: Diese waren zwar häufig zur Ausübung ihrer Privilegien bestimmten Territorien zugeteilt, hatten selbst aber aufgrund ihres Hofpfalzgrafenamts keine landesherrlichen Rechte, sondern schließlich beamtenähnliche Funktionen.

## Merowingische und karolingische Pfalzgrafen
Robertiner
- Chrodobertus II., 2. Oktober 678 comes palatinus
- Grimbert, 691/720 comes palatinus von Neustrien, wohl Sohn von Chrodobertus II.
- Robert I. (auch Rupert I.; † vor 764) 741/742 comes palatinus, Enkel von Chrodobertus II.
- Anselm († 778 in Roncesvalles) comes palatinus, Sohn Ruperts I.
- Adalhard 877
- Cobbo der Jüngere (Ekbertiner)

Hugobertiner
- Hugobert, 697
- Hubertus von Lüttich

Grafen von Champagne
Der Karolinger Lothar (König von Frankreich 954–986) machte Odo I., Graf von Blois, einen seiner treuesten Verbündeten im Kampf gegen die Robertiner neben den Grafen von Vermandois, zum Pfalzgrafen, ein Titel, der in seiner Familie erblich und dann auf die Champagne bezogen geführt wurde.

## Pfalzgraf von Bayern
Das Pfalzgrafenamt hing ursprünglich mit der Pfalz in Regensburg zusammen und war im Stammesherzogtum Baiern (siehe auch: Geschichte Bayerns) vermutlich nicht dem König, sondern dem bayerischen Herzog untergeordnet. Es verlieh dem Inhaber im Rechts- und Gerichtsbereich eine führende Stellung im Herzogtum.
- Meginhart I., Pfalzgraf in Bayern 883
- Arnulf (II.) († 954), Pfalzgraf von Bayern, erbaute um 940 die Burg Scheyern (Liutpoldinger)
- Berthold von Reisensburg († 999), Pfalzgraf 954–976 mit Unterbrechungen, Ahnherr der Grafen von Andechs (Liutpoldinger)
- Hartwig I. († 985), Pfalzgraf von Bayern 977–985
- Aribo I. (IV.) († um 1020), Pfalzgraf von Bayern 985–1020
- Hartwig II. († 1027), Pfalzgraf von Bayern 1020–1026
- Aribo II. (V.) († 1102), Pfalzgraf von Bayern 1026/41–1055
- Kuno I. von Rott († wohl 1082/1083), Pfalzgraf von Bayern
- Rapoto V. von Bayern († 1099), Pfalzgraf von Bayern 1082/83–1093 (Rapotonen)
- Engelbert I. von Görz († 1122), Pfalzgraf von Bayern 1099–1120 (Meinhardiner)
- Otto V. († 1156), Pfalzgraf von Bayern 1120–1156, verlegte 1124 die Residenz auf die Burg Wittelsbach
- Otto VI. († 1183), Pfalzgraf von Bayern 1156–1180, wurde 1180 als Otto I. Herzog von Bayern, Sohn Ottos V.
- Otto VII. († 1189), Pfalzgraf von Bayern 1180–1189, Sohn Ottos V.
- Otto VIII. († 1209), Pfalzgraf von Bayern 1189–1208, der Königsmörder, Sohn Ottos VII.
- Rapoto II. von Ortenburg († 1231), Pfalzgraf von Bayern 1208–1231, Schwager Ottos VIII.
- Rapoto III. von Ortenburg († 1248), Pfalzgraf von Bayern 1231–1248, Sohn Rapotos II.; letzter offizieller Pfalzgraf von Bayern. Rechte und Besitz eigneten sich im Laufe der Zeit die Herzöge von Bayern an.

## Pfalzgraf von Burgund
1169 von Kaiser Friedrich I. aus der Freigrafschaft Burgund gebildet, siehe hier.

## Pfalzgraf von Lothringen
- Wigerich (* um 870; † vor 921/922) 899 Graf im Bidgau, 916 Pfalzgraf von Lothringen[4] (Wigeriche)
- Gottfried von Jülich (* um 905; † 1. Juni nach 949) Pfalzgraf von Lothringen zur Zeit Heinrichs I. (919–936),[5] 945 Graf im Jülichgau (Matfriede)
- Hernbertus (urkundlich 959[6]), wahrscheinlich Heribert von der Wetterau (Konradiner)

Ab spätestens 989 war die Pfalzgrafschaft von Lothringen im Hause der Ezzonen verankert:
- Hermann I. von Lothringen († 996) 970, 992 und 993 Graf im Bonngau,[7][8][9][10] 975 und 978 Graf im Eifelgau,[11] 977 als Graf in Gerresheim, d. h. in der Duisburg-Kaiserswerther Grafschaft,[12] 981 Graf im Zülpichgau,[13] 989 Pfalzgraf von Lothringen,[14] 996 Pfalzgraf von Lothringen und Graf im Auelgau.[15]
- Ezzo († 1034), Sohn Hermanns I. Er war Graf im Auel- und Bonngau, 1020 Pfalzgraf von Lothringen. Heiratete Mathilde von Sachsen, Tochter des Kaisers Otto II. (Liudolfinger).
- Otto, 1035–1045 Pfalzgraf von Lothringen, als Otto II. Herzog von Schwaben 1045–1047, Sohn Ezzos.
- Heinrich I. von Lothringen, Pfalzgraf von Lothringen 1045–1061, Sohn Hezelins (Graf im Zülpichgau), Bruder Ezzos.
- Hermann II. von Lothringen, Pfalzgraf von Lothringen 1061–1085, Graf im Ruhrgau (Duisburggau) und Zülpichgau, Graf von Brabant, Sohn des Pfalzgrafen Heinrich I.

Nach dem Tod von Hermann II. von Lothringen heiratete seine Witwe Adelheid den Luxemburger Heinrich II. von Laach, der zwischen 1085/1087 in der Pfalzgrafschaft nachfolgte. Die Pfalzgrafschaft von Lothringen ging damit in die Pfalzgrafschaft bei Rhein über.

## Pfalzgraf bei Rhein
Die Pfalzgrafschaft bei Rhein ging seit 1085/1087 aus der Pfalzgrafschaft Lothringen hervor, als Reichs-Titularamt, aber ohne die Lothringer Territorien zu übernehmen. Die regierenden Pfalzgrafen bei Rhein sind in der Liste der Herrscher der Kurpfalz aufgeführt, wo auch ein Überblick über die Geschichte des Pfalzgrafenamtes zu finden ist. Die jeweils zu Pfalzgrafen ernannten Adligen brachten ihre eigenen Erbgüter mit, aus denen sich allmählich ein zersplittertes Territorium entlang des Rheins bildete.
Der seit 1214 stets dem Hause Wittelsbach entstammende Pfalzgraf bei Rhein war endgültig seit 1356 mit der Goldenen Bulle einer der sieben Kurfürsten des Heiligen Römischen Reiches und in Abwesenheit des Königs Reichsvikar. Die wichtige Kurfürstenwürde überdeckte dabei den Pfalzgrafentitel und ließ die Bezeichnung „Pfalz“ allmählich zum Namen für die Territorien dieses „Kurfürsten von der Pfalz“ (Kurpfalz, bestehend aus unterer und oberer Pfalz) und mit ihm verwandter Nebenlinien (Pfalz-Neumarkt, Pfalz-Simmern, Pfalz-Veldenz, Pfalz-Neuburg, Pfalz-Lautern) werden. Als der Kurfürst von der Pfalz 1777 das Kurfürstentum Bayern erbte, entstand der kurzlebige Doppelstaat „Pfalz-Bayern“. Dessen linksrheinische Teile (das Herzogtum Jülich und die westliche Pfalz) gingen mit der Besetzung des Linken Rheinufers und dem Friede von Lunéville an Frankreich verloren, mit dem Reichsdeputationshauptschluss ging die rechtsrheinische Pfalz an Baden, Hessen-Darmstadt, Nassau-Usingen und Leiningen. Mit Kabinettsdekret vom 15. März 1806 trat König Maximilian I. Joseph von Bayern das rechtsrheinische Herzogtum Berg an Napoleon Bonaparte ab.
In Baden bestand bis 1809 die Provinz der Badischen Pfalzgrafschaft, Ludwig I. von Hessen-Darmstadt und seine Nachfolger nannten sich seit 1816 Großherzog von Hessen und bei Rhein. Bayern, seit 1806 Königreich, erhielt Teile der alten Rheinpfalz 1814/15 zurück (Rheinkreis, seit 1837 Pfalz). Bis 1918 trug der König von Bayern auch den Titel „Pfalzgraf bei Rhein“.
Im Jahr 1920 wurde der westlichste Teil der Pfalz (heute etwa der Saarpfalz-Kreis) durch den Versailler Vertrag Teil des Saargebietes. Zur Zeit des Nationalsozialismus existierte der sogenannte Gau Saarpfalz. Der nach 1920 bei Bayern verbliebene Teil der Pfalz wurde im Jahr 1946 von Bayern abgetrennt und mit dem Südteil der bisherigen preußischen Rheinprovinz und Rheinhessen zum neuen deutschen Bundesland Rheinland-Pfalz vereinigt. In diesen Namen lebt der Bedeutungswandel des Begriffes „Pfalz“ bis heute fort.

## Pfalzgraf von Sachsen
Pfalzgrafen von Sachsen waren zunächst die Grafen von Goseck, die Amt und Titel an die Grafen von Sommerschenburg, und diese sie wiederum an die Landgrafen von Thüringen vererbten:
- Athelbero (Berno) († 982), 965–966 Pfalzgraf (in Sachsen), Graf im Hessen- und Liesgau, 972 Pfalzgraf
- Thiedrich († 995, wohl 6. März), 992 Pfalzgraf
- Friedrich († Juli 1002/15. März 1003) 995–996 Pfalzgraf, Graf im Harz- und Nordthüringgau
- Burchard I. von Goseck († nach November 1017) 991/1017 Graf im Hassegau, 1003 Pfalzgraf (in Sachsen), 1004 Graf von Merseburg
- Siegfried († 25. April 1038) 1028 Pfalzgraf (in Sachsen)
- Friedrich I. von Goseck († wohl 1042), 1040 Pfalzgraf in Sachsen, Graf im Hassegau
- Wilhelm IV. († 1062) Graf von Weimar, wohl 1042 Pfalzgraf von Sachsen
- Dedo (erschlagen 5. Mai 1056 in Pöhlde) Sohn Friedrichs I., 1042–1044 Pfalzgraf,
- Friedrich II. von Goseck († 27. Mai 1088 in Barby), Bruder Dedos, 1056 Pfalzgraf
- (Friedrich III. von Goseck (ermordet 5. Februar 1085 bei Zscheiplitz)) ?
- (Friedrich IV. von Putelendorf (=Bottendorf) († 1125 wohl 26. Juni in Dingelstedt am Huy), 1114 Pfalzgraf)
- Friedrich I. von Sommerschenburg († 18. Oktober 1120/21), Neffe Friedrichs II., 1097 und 1111 Pfalzgraf
- Friedrich II. von Sommerschenburg († 19. Mai 1162), 1121 und 1123–1124 Pfalzgraf
- Hermann II. von Winzenburg (ermordet 30. Januar 1152) aus dem Haus der Grafen von Formbach, 1129–1130 Pfalzgraf; Markgraf von Meißen, 1130 abgesetzt; heiratete 1148 die vormalige Ehefrau Friedrichs II. von Sommerschenburg, deren Ehe annulliert worden war.
- Adalbert († 15. Januar/17. März 1179), Sohn Friedrichs II. von Sommerschenburg, 1162–1179 Pfalzgraf

Auf dem Reichstag zu Gelnhausen wurde Landgraf Ludwig III. von Thüringen am 13. April 1180 zum Pfalzgrafen von Sachsen ernannt.
- Ludwig III. († 1190) 1180 Pfalzgraf von Sachsen, verzichtet 1181, 1172–1190 Landgraf von Thüringen
- Hermann I. († 1217) 1181 Pfalzgraf von Sachsen, 1190 Landgraf von Thüringen
- Ludwig IV. († 1227) 1217–1227 Pfalzgraf von Sachsen und Landgraf von Thüringen
- Heinrich Raspe († 1247) 1228–1247 Landgraf von Thüringen, vor 1231–1247 Pfalzgraf von Sachsen und 1246/47 dt. Gegenkönig

Nach dem Tod Heinrich Raspes ging das Amt des Pfalzgrafen von Sachsen aufgrund einer Eventualbelehnung durch Kaiser Friedrich II. zunächst auf die Wettiner über.
- Heinrich III. der Erlauchte († 1288) 1247–1265 Landgraf von Thüringen und Pfalzgraf von Sachsen, 1227–1288 Markgraf von Meißen
- Albrecht II., der Entartete († 1314) 1265–1314 Landgraf von Thüringen und Pfalzgraf von Sachsen
- Friedrich I. der Freidige (auch: der Gebissene; † 1323) 1291–1323 Markgraf von Meißen und Landgraf von Thüringen, seit 1280–vor 1291 Pfalzgraf von Sachsen

Unter König Rudolf I. von Habsburg ging das Amt des Pfalzgrafen von Sachsen an die braunschweigischen Welfenherzöge.
- Herzog Heinrich von Braunschweig-Lüneburg († 1322) 1291–1322 Fürst von Braunschweig-Grubenhagen, vor 1291–1322 Pfalzgraf von Sachsen

## Pfalzgraf in Schwaben
- Berchthold I. oder Erchanger I., Pfalzgraf 880/892
- Erchanger II., Pfalzgraf, Herzog von Schwaben 915–917
- Friedrich (* um 997/999; † um 1070/1075), Graf im Riesgau, Pfalzgraf 1030–1070/1075
- Manegold der Ältere, Pfalzgraf 1070/1075–1094, (vermutlich) Enkel Friedrichs
- Ludwig von Staufen, Pfalzgraf 1094–1103, Mitgründer von St. Fides in Schlettstadt, (vermutlich) Bruder Mangolds
- Ludwig von Westheim, Pfalzgraf 1103–1112, (vermutlich) Sohn Ludwigs
- Manegold der Jüngere, Pfalzgraf 1112–1125, Sohn Manegolds des Älteren
- Adalbert von Lauterburg, Pfalzgraf 1125–1146, Bruder Manegolds des Jüngeren

Die schwäbische Pfalzgrafschaft ging 1146 an die Pfalzgrafen von Tübingen über.